# Schistocerca cancellata
Schistocerca cancellata är en insektsart som först beskrevs av Jean Guillaume Audinet Serville 1838.  Schistocerca cancellata ingår i släktet Schistocerca och familjen gräshoppor.

## Underarter
Arten delas in i följande underarter:
- S. c. paranensis
- S. c. cancellata